# 大田信一
大田 信一（だいた しんいち、1856年6月28日（安政3年5月26日）– 1918年（大正7年）11月18日）は、明治・大正期の地主、政治家。衆議院議員、和歌山県海草郡巽村長。

## 経歴
紀伊国名草郡重根村（和歌山県名草郡巽村、海草郡巽村を経て現海南市）で素封家・大田善之助の長男として生まれた。
1888年（明治21年）2月、和歌山県会議員に当選し、1890年（明治23年）9月に退職。1889年（明治22年）初代巽村会議員に選出された。1893年（明治26年）5月、巽村長に就任し、1894年（明治27年）6月に辞職。同年9月の第4回衆議院議員総選挙で和歌山県第一区から出馬して当選。1898年（明治31年）3月の第5回総選挙でも再選され、衆議院議員に連続2期在任した。当初は無所属であったが自由党に所属した。
1899年（明治32年）9月に再び県会議員に選出され、1903年（明治36年）に再選、1907年（明治40年）9月に満期退職となる。県会議員に通算3期・12年8ヵ月在任し、この間、参事会員を務めた。また、1903年に海草郡会議員にも選出された。

## 脚註
1. 1 2 3 4 5 6 7 8 9 10 11 12  『和歌山県議会歴代議員名鑑』135-136頁。
2. 1 2 3 4 5 6 7  『議会制度百年史 - 衆議院議員名鑑』369頁。
3. 1 2 3 4 5 6 7 8  『和歌山県史 人物』296頁。